# Клетва
Клетвата е тържествено обещание или уверение в името на нещо свято, придаващо му сакралност и истинност. В днешно време, дори когато не е обвързано със святост, определени обещания, казани на глас с церемониална или юридическа цел, се наричат клетви. „Кълна се“ е глагол, използван за описване на полагането на клетва, за даване на тържествен обет.
Популярни клетви са брачният обет, Хипократовата клетва и Олимпийската клетва.
Кеппан е клетвата написана със собствената кръв, с която ученик, практикуващ в Азия бойно изкуство се врича във вярност на своята школа.